# Primele compoziții ale lui Mozart

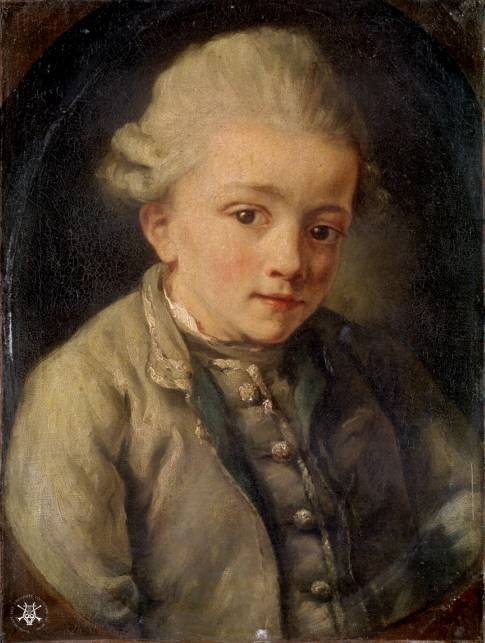
Micul Mozart
(identificare neconfirmată)

Primele compoziții ale lui Mozart sunt o serie de menuete (numerele K1, K2, K3, K4 și K5 în catalogul Köchel ) compuse la vârsta de 5 ani. 

## Despre menuete
Aceste menuete practic ar trebui cântate la clavecin, deoarece Mozart a cântat prima dată la clavecin.
- K1. Prima compoziție a lui Mozart a fost K1 (Menuet și Trio, în germană Minuet und Trio). Această compoziție are forma unei sonate-allegro cântate la pian sau la clavecin. În manuscrisele lui Mozart se poate observa caligrafia cu care a fost scrisă partitura. K1 se termină cu o codă mică.

- K2. A doua compoziție a lui Mozart, a fost K2. Aceasta este o compoziție asemănătoare uneu cântări-allegretto. Această cântare exprimă bucuria dar și măiestria pe care micul Mozart a dovedit-o.

- K3. Este antepenultimul menuet al lui Mozart. La început totul ia o întorsătură rapidă, dar totul se termină încet. K3 poate fi asemănată cu o sonată.

- K4. Penultimul menuet din acest grup, este K4. K4 este o sonată-andante. Nu sunt multe note, iar sonata se termină cu o codă lungă.

- K5. Este ca un concert cu temă presto. Este foarte rapid și are o durată de ap. 2 minute. Și K5 are code, dar este un menuet minunat, dat fiind faptul că Mozart l-a compus. Acest menuet este unul din menuetele pe care Leopold Mozart le-a copiat în caietul său cu repeziciune.